# La Légende de l'homme à la cervelle d'or
La Légende de l'homme à la cervelle d'or est une des nouvelles contenues dans le recueil d'Alphonse Daudet, Lettres de mon moulin. Elle avait d'abord paru dans L'Événement du 29 septembre 1866. Il s'agit d'une nouvelle version du texte. En 1860, la nouvelle s'appelait L'Homme à la cervelle d'or. En 1866 le personnage enfant trébuche et on s'aperçoit de sa cervelle d'or. A la fin, en 1866, il a perdu son épouse, il en est affecté et voit des bottines en vitrine. Il veut les acheter pour sa femme !

## Résumé
Enfant, il ignorait la composition de son pesant cerveau ; il apprit la vérité de la bouche de ses parents à dix-huit ans seulement. Il décida alors de quitter la maison familiale, après avoir offert une grosse part de son cerveau à ses parents, puis s’employa à dilapider son or. Se rendant compte des ravages que provoquaient ses dépenses sur son être, il devint avare et misanthrope. Mais un jour, l’homme à la cervelle d'or tomba amoureux. Durant deux ans, il satisfit tous les caprices de sa femme jusqu’à perdre le reste de ses richesses intérieures. Son épouse frivole mourut sans raison, et l’homme utilisa ce qui lui restait d’or pour payer son enterrement, ce qui entraînera un peu plus sa perte. Il mourut en dépensant les dernières parcelles d'or de son cerveau en achetant une paire de bottines à sa femme, pourtant décédée.

## Interprétations
Alphonse Daudet (qui devait lui-même mourir d'une maladie de la moelle épinière) écrivait en conclusion : « Malgré ses airs de conte fantastique, cette nouvelle est vraie d'un bout à l'autre. Il est de par le monde de pauvres gens qui sont condamnés à vivre de leur cerveau, et paient en bel or fin, avec leur moelle et leur substance, les moindres choses de leur vie... ».
Cette « étrange » nouvelle, d'une originalité frappante dans la littérature française, et qu'on pourrait volontiers croire œuvre d'un Edgar A. Poe ou d'un Oscar Wilde est citée longuement par la psychanalyste allemande Alice Miller, dans le Drame de l'enfant doué (Suhrkampf verlag, Francfort, 1979, et PUF, Paris, 1983, pp. 41-43 ) comme l'apologue des « enfants intelligents, éveillés, (...) qui parce qu'entièrement dévoué au bien-être de la mère, sont aussi utilisables, transparents, clairs et manipulables ». Elle ajoute  « l'amour maternel n'est-il pas une de ces « moindres choses » de la vie, que beaucoup d'êtres humains doivent payer — paradoxalement — de leur vitalité ? »